# Cis cornutus
Cis cornutus es una especie de coleóptero de la familia Ciidae.

## Distribución geográfica
Habita en el este de Estados Unidos.